# Clock (cryptografie)
Een clock is een door de cryptoloog Jerzy Różycki van het Poolse Biuro Szyfrów ontwikkeld hulpmiddel voor het breken van de Enigma-codeermachine. Met het hulpmiddel was het soms mogelijk om te bepalen welke van de gebruikte rotors in de machine het meest rechts gepositioneerd was, de rotor op deze positie versprong bij elke toetsaanslag.